# Заречье (Можайский городской округ)
Заречье — деревня в Можайском городском округе Московской области, в составе Сельского поселения Борисовское. Численность постоянного населения по Всероссийской переписи 2010 года — 16 человек. До 2006 года Заречье входило в состав Борисовского сельского округа.
Деревня расположена в южной части района, примерно в 9 км к югу от Можайска, на левом берегу реки Протвы, вдоль автодороги 46К-1112 (М1 Беларусь — Верея), высота центра над уровнем моря 173 м. Ближайший населённый пункт — Борисово на противоположном берегу реки.